# Pierre Francois Leonard Fontaine
Pierre Francois Leonard Fontaine, född 20 september 1762 i Pontoise, död 10 oktober 1853 i Paris, var en fransk arkitekt.

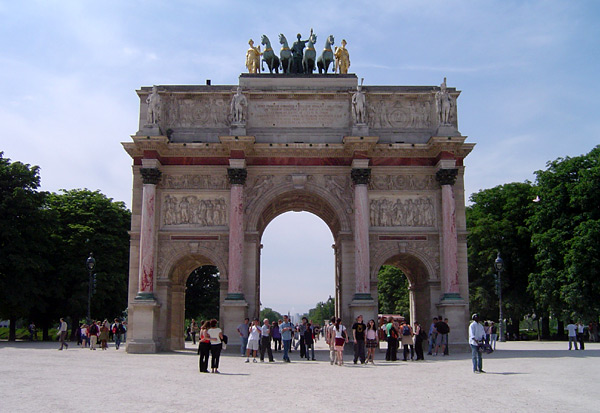
Arc de Triomphe du Carrousel ritad av Percier och Fontaine

Fontaine anses tillsammans med Charles Percier ha skapat empirstilen, en nyklassicism som var grundad på studier av arkeologiska lämningar och fynd. Fontaine studerade för Antoine-François Peyre och hade vistats med Percier vid Franska akademien i Rom där de på plats kunde studera den romerska antiken. Efter återkomsten till Paris vid mitten av 1790-talet blev de stadens främsta inrednings- och möbelarkitekter och fick mängder av beställningar. 1801 utnämnde Napoleon I Fontaine till statlig arkitekt, en tjänst han kom att dela med Percier till och med 1804. De var ansvariga för att inreda palatsen i Fontainebleau, Strasbourg och Versailles. De omgestaltade Rue de Rivoli och Rue de la Paix i Paris till paradgator med representativa enhetliga fasader med arkader i bottenvåningen. 
Som deras mest framstående verk brukar nämnas Arc de Triomphe du Carrousel (1806–1807) som står vid Louvren. Triumfbågen är inspirerad av Septimus Severus triumfbåge i Rom.
Percier och Fontaine gav ut häften med ritningar som spreds över hela Europa, vilket i sin tur bidrog till att sprida empirstilen. 
År 1816 utformade Fontaine Chapelle Expiatoire i Paris åttonde arrondissement, ett försoningskapell som stod klart 1826, utformat med inspiration från Pantheon i Rom.
De båda arkitekterna Fontaine och Percier levde tillsammans, förmodligen i ett homosexuellt parförhållande. De ligger begravda i samma grav på Père-Lachaise-kyrkogården i Paris.